# Vanessa Bell Calloway

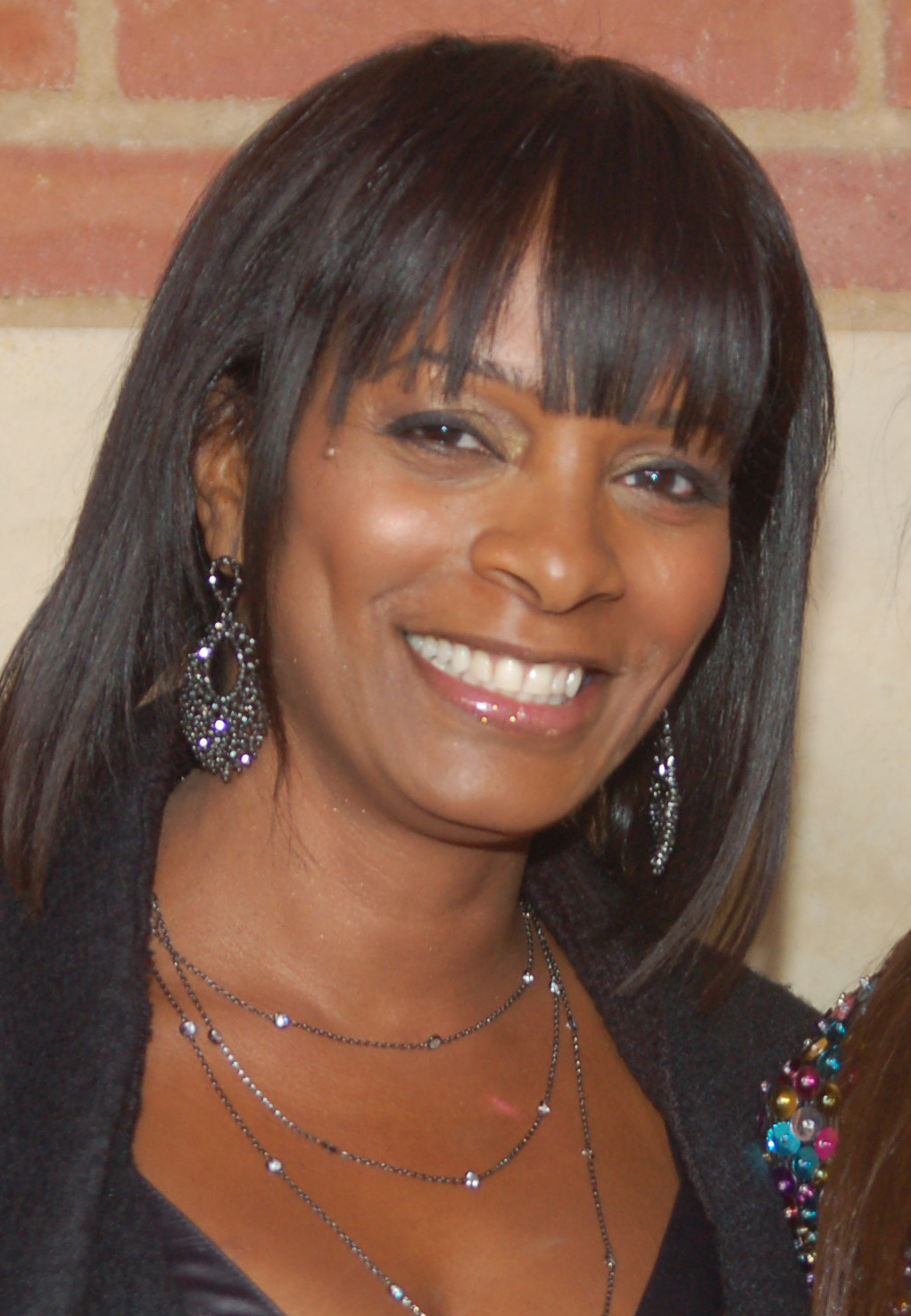
Vanessa Bell Calloway

Vanessa Bell Calloway (* 20. März 1957 als Vanessa Bell in Cleveland, Ohio) ist eine US-amerikanische Schauspielerin.

## Leben
Calloway studierte an der Howard University in Washington, D.C. und erlernte bei Alvin Ailey, George Faison und Otis Sallid Tanzkunst. 1985 debütierte die Schauspielerin in Fernsehserien wie All My Children und Zeit der Sehnsucht. In dem Actionthriller Daylight (1996) spielte sie an der Seite von Sylvester Stallone eine größere Rolle.
In dem Actionfilm Biker Boyz (2003) spielte sie die Mutter des Hauptcharakters Kid (Derek Luke), dessen Feind Smoke (Laurence Fishburne) sich als sein biologischer Vater erweist.
Die Schauspielerin war sechsmal für den Image Award nominiert, zuletzt im Jahr 2004 für ihre Rolle in der Fernsehserie The District – Einsatz in Washington.
Vanessa Bell heiratete 1988 den Arzt Anthony Calloway, mit dem sie zwei Töchter hat. Ihre Tochter Ashley Calloway ist ebenfalls Schauspielerin.
2018 wurde sie in die Academy of Motion Picture Arts and Sciences aufgenommen, die jährlich die Oscars vergibt.

## Filmografie (Auswahl)
- 1987: Der Berserker (Number One with a Bullet)
- 1988: Der Prinz aus Zamunda (Coming to America)
- 1991: Polly: Comin’ Home!
- 1992: Entführt – Sieben Tage Angst (Memphis)
- 1994: Das schwarze Paradies (The Inkwell)
- 1995: Crimson Tide – In tiefster Gefahr (Crimson Tide)
- 1996: Daylight
- 1996: The Cherokee Kid
- 2001: All About You
- 2003: Biker Boyz
- 2003: Im Dutzend billiger (Cheaper by the Dozen)
- 2003–2004: The District – Einsatz in Washington (The District, Fernsehserie, 5 Folgen)
- 2009: The Killing of Wendy
- 2009: Applause for Miss E (Fernsehfilm)
- 2009: CSI: Den Tätern auf der Spur (CSI: Crime Scene Investigation, Fernsehserie, Folge 9x14)
- 2010–2011: Hawthorne (Fernsehserie, 12 Folgen)
- 2011–2016: Shameless (Fernsehserie, 18 Folgen)
- 2012: The Last Fall
- 2012: The Obama Effect
- 2013: Holla II
- 2013: Between Sisters (Fernsehfilm)
- 2015: To Hell and Back (Fernsehfilm)
- 2015: Emergency Contact (Fernsehfilm)
- 2015: About Scout
- 2015: Real Husbands of Hollywood (Fernsehserie, Folge 4x02)
- 2016: Grey’s Anatomy (Fernsehserie, 2 Folgen)
- 2016: Love Under New Management: The Miki Howard Story
- 2016: My First Lady (Southside with You)
- seit 2016: Saints & Sinners (Fernsehserie)
- 2017: The Preacher’s Son
- 2017: Survivor’s Remorse (Fernsehserie, 3 Folgen)
- 2018: Love, Once and Always (Fernsehfilm)
- 2018: Unbroken: Weg der Vergebung (Unbroken: Path to Redemption)
- 2018: Her Only Choice
- 2018: Love Is (Fernsehserie, Folge 1x03)
- 2018: Dragged Across Concrete
- 2019: Rel (Fernsehserie, Folge 1x11)
- 2019: Black Monday (Fernsehserie, Folge 1x03)
- 2019: Harriet – Der Weg in die Freiheit (Harriet)
- 2019: Unbelievable (Miniserie)
- 2021: Der Prinz aus Zamunda 2 (Coming 2 America)
- 2023: Angespült – Ein Krabbenteuer (Under the Boardwalk) (Stimme)
- 2025: One of Them Days